# Notolioon
Notolioon – rodzaj chrząszczy z rodziny otrupkowatych i podrodziny Byrrhinae. Obejmuje 13 opisanych gatunków. Zamieszkują południowo-wschodnią Australię, włącznie z Tasmanią. Są nielotne i roślinożerne.

## Morfologia
Chrząszcze o silnie wysklepionym, w zarysie podługowato-owalnym do szeroko-jajowatego ciele długości od 1,5 do 7 mm. Ubarwienie często mają metalicznie zielone, czarne lub rudobrązowe, czasem dwubarwne. Wierzch zwykle jest nagi, rzadziej z rozproszonym, bardzo krótkim owłosieniem, spód zaś prawie nagi lub krótko, przylegająco owłosiony.
Głowa jest nieco krótsza niż za oczami szeroka, silnie opadająca, o dość małych i niewyłupiastych oczach, co najwyżej nieco zasłoniętych panewkach czułkowych, dość dużej wardze górnej z wyraźnym rowkiem poprzecznym u nasady i prawie ściętym lub lekko wykrojonym szczytem. Zbudowane z jedenastu członów czułki bywają od lekko maczugowatych po niewyraźnie buławkowate. Aparat gębowy dysponuje szerokimi, prawie trójkątnymi, trójzębnymi żuwaczkami bez moli, krótkimi żuwkami oraz wrzecionowatymi do nieco igłowatych członami szczytowymi głaszczków. Poprzeczną gulę wygraniczają odległe szwy gularne. 
Od 1,5 do 1,7 raza dłuższe niż szersze, najszersze u podstawy przedplecze ma przedni brzeg zaokrąglony do prawie ściętego, kąty przednie małe i ostre, brzegi boczne proste do lekko zaokrąglonych i zaopatrzone w kompletne, ale często nie w całości od góry widoczne listewki, kąty tylne nieco zaostrzone, a tylny brzeg zakrzywiony, zagięty lub nieco dwufalisty, zawsze nieobrzeżony i opatrzony dodatkową listewką spodnią. 
Tarczka jest mała do całkiem niewidocznej. Pokrywy mają silnie zaokrąglone boki, szczyt bez języczka, co najmniej średnio szerokie, sięgające daleko poza nasadę odwłoka i ku szczytowi zwężone epipleury, a mocno sklepiony wierzch czasem z guzkami lub podłużnymi żeberkami. Brak jest tylnej pary skrzydeł.
Przedpiersie ma część przedbiodrową lekko wypukłą, zaopatrzoną w lekko zaznaczone rowki na czułki, nie dłuższą niż połowa długości panewek przednich bioder. Wyrostek przedpiersia ma boki mniej więcej równoległe, a szczyt ścięty lub szeroko zaokrąglony. Panewki przednich bioder są mocno poprzeczne, szeroko od wewnątrz i zewnątrz otwarte, a same biodra walcowate, bez płytek i z odsłoniętymi krętarzykami. Mocno poprzeczne śródpiersie ma krótki, szeroki i na szczycie wykrojony wyrostek międzybiodrowy. Środkowe biodra są ukośnie poprzeczne, o odsłoniętych krętarzykach, czasem o rozwiniętych krótkich płytkach. Zapiersie nie ma linii zabiodrowych lub ma ją tylko jedną, przecinającą ścięty lub zaokrąglony na wierzchołku wyrostek. Metanepisternity widoczne są jako wąskie paski lub, znacznie częściej, całkiem ukryte pod dobrze wykształconymi epipleurami. Tylne biodra są lekko wystające, prawie trójkątne, o płytkach zredukowanych lub całkiem zanikłych.
Odnóża mają co najwyżej nieznacznie rozszerzone, pozbawione kolcowatych szczecin na krawędziach zewnętrznych i wyraźnych rowków do chowania stóp golenie, a same stopy zbudowane z pięciu członów (czwarty zredukowany) i zwieńczone niezmodyfikowanymi pazurkami.
Odwłok jest co najwyżej nieznacznie dłuższy niż u podstawy szeroki. Na jego spodzie widać pięć sternitów, z których pierwszy wypuszcza wyrostek międzybiodrowy, a ostatni jest co najmniej tak długi jak dwa poprzednie mierzone razem. U samca ósmy sternit ma krótki i szeroki wyrostek na przedniej krawędzi, a dziewiąty sternit jest dłuższy niż szerszy. Edeagus posiada niesymetryczną fallobazę, nierozbieżne i tak długie jak fallobaza, od półtora do trzech razy dłuższe niż szersze, zwykle stopniowo ku tyłowi zwężone paramery oraz od pięciu do dziesięciu razy dłuższy niż szerszy płat środkowy (prącie) z bokami równoległymi lub nieco ku tyłowi zbieżnymi, a szczytem zwykle wąsko zaokrąglonym i wciętym. Samica ma dwukrotnie wykrojony lub opatrzony krótkim spiculum ventrale przedni brzeg ósmego sternitu, od nieznacznie dłuższego niż szerszego go 2,5 raza dłuższego niż szerszego pokładełko z wydłużonymi, walcowatymi płatami odsiebnymi zwieńczonymi słabo zesklerotyzowanymi, głaszczkowatymi gonostylikami.

## Ekologia i występowanie
Owady australijskie, występujące w górskich rejonach południowego Queenslandu i Nowej Południowej Walii oraz w stanie Wiktoria i na Tasmanii. Zasiedlają wilgotne lasy i uznawane są za najbardziej higrofilne otrupkowate Australii. Żerują na mchach i wątrobowcach, a jeden z gatunków obgryza także rozetki rzeżuchy.

## Taksonomia
Rodzaj ten wprowadzony został w 2013 roku przez Johna F. Lawrence’a, Adama Ślipińskiego, Olafa Jägera i Andreasa Pütza na łamach „Zootaxa”, głównie przez wydzielenie licznych gatunków z rodzaju Pedilophorus. Nazwa rodzajowa oznacza „południowy Lioon”.
Do rodzaju należy 13 opisanych gatunków:
- Notolioon atronitens(inne języki) (Lea, 1920)
- Notolioon bryophagus(inne języki) (Lea, 1907)
- Notolioon cardamine(inne języki) Lawrence, Slipinski, Jager et Putz, 2013
- Notolioon carissimus(inne języki) (Lea, 1907)
- Notolioon dives(inne języki) (Lea, 1907)
- Notolioon gemmatus(inne języki) (Lea, 1920)
- Notolioon globosus(inne języki) (Wilson, 1921)
- Notolioon griffithi(inne języki) (Lea, 1907)
- Notolioon maculatipes(inne języki) (Lea, 1920)
- Notolioon multicolor(inne języki) (Lea, 1907)
- Notolioon nodipennis(inne języki) (Lea, 1920)
- Notolioon simplicicornis(inne języki) (Lea, 1907)
- Notolioon viridinitens(inne języki) (Lea, 1920)